# Liste der Baudenkmäler im Stadtbezirk Bochum-Ost
Die Liste der Baudenkmäler im Stadtbezirk Bochum-Ost enthält die denkmalgeschützten Bauwerke auf dem Gebiet des Stadtbezirks Bochum-Ost in Nordrhein-Westfalen. Diese Baudenkmäler sind in der Denkmalliste der Stadt Bochum eingetragen; Grundlage für die Aufnahme ist das Denkmalschutzgesetz Nordrhein-Westfalen (DSchG NRW).

Der Stadtbezirk Bochum-Ost umfasst die Ortsteile Kaltehardt, Laer, Langendreer, Ümmingen und Werne.
Baudenkmale sind „Denkmäler, die aus baulichen Anlagen oder Teilen baulicher Anlagen bestehen“.

## Liste der Baudenkmale (Auswahl)
Die Liste umfasst falls vorhanden eine Fotografie des Denkmals, als Bezeichnung falls vorhanden den Namen, sonst kursiv den Gebäudetyp, die Adresse, eine Kurzbeschreibung, falls bekannt die Bauzeit, das Datum der Unterschutzstellung und die Eintragungsnummer der unteren Denkmalbehörde der Stadt Bochum. Der Name entspricht dabei der Bezeichnung durch die Denkmalbehörde der Stadt Bochum. Abkürzungen wurden zum besseren Verständnis aufgelöst, die Typografie an die in der Wikipedia übliche angepasst und Tippfehler korrigiert.
Die Denkmalliste der Stadt Bochum umfasst im Stadtbezirk Bochum-Ost 161 Baudenkmale (Stand 2024), darunter 36 Wohnhäuser oder Siedlungen, neun öffentliche Gebäude, acht landwirtschaftliche Gebäude, je sechs Sakralbauten und Kleindenkmale oder Grabsteine, fünf Industrieanlagen, vier Wohn- und Geschäftshäuser, drei Geschäftshäuser und ein Adelssitz. Seit Erstellung dieser Aufstellung 2009 sind weitere Denkmäler hinzugekommen, so unter anderem das Opel-Werk.
| Bild                                                                                          | Bezeichnung                                                                                   | Lage | Beschreibung | Bauzeit | Eingetragen seit | Denkmal- nummer |
| --------------------------------------------------------------------------------------------- | --------------------------------------------------------------------------------------------- | --- | --- | --- | ---------------- | --------------- |
| evangelische Kirche Werne                                                                     | evangelische Kirche Werne                                                                     | Bochum-Ost Kreyenfeldstraße 30 Karte | neugotische, dreischiffige, vierjochige Backsteinhallenkirche                                                                     | 1895–1896 | 06.04.1989       | A 009           |
| Bahnhofsgebäude Langendreer                                                                   | Bahnhofsgebäude Langendreer                                                                   | Bochum-Ost Wallbaumweg 108 Karte | zweigeschossiger Klinkerbau unter Sattel- beziehungsweise Mansarddach                                                             | 1907–1908 | 07.04.1989       | A 014           |
| Verwaltungsstelle                                                                             | Verwaltungsstelle                                                                             | Bochum-Ost Kreyenfeldstraße 31 Karte | zweigeschossiges Gebäude | | 07.04.1989       | A 019           |
| Wohnhaus                                                                                      | Wohnhaus                                                                                      | Bochum-Ost Alte Bahnhofstraße 165 Wittenbergstraße 2 Karte | dreigeschossiger Putzbau unter Satteldach                                                                                         | | 17.04.1989       | A 026           |
| weitere Bilder                                                                                | evangelische Kirche                                                                           | Bochum-Ost Alte Bahnhofstraße 14 Karte | Steinkirche | 15. Jahrhundert (Turm) frühes 18. Jahrhundert | 17.04.1989       | A 032           |
| weitere Bilder                                                                                | Haus Langendreer                                                                              | Bochum-Ost Hauptstraße 155 Karte | Bruchstein-Renaissance-Wasserburg                                                                                                 | 1643 | 17.04.1989       | A 034           |
| Wohnhaus                                                                                      | Wohnhaus                                                                                      | Bochum-Ost Klockerigge 7 a Karte | Fachwerkkotten | etwa Mitte des 18. Jahrhunderts | 17.04.1989       | A 041           |
| Hof Ümmingen                                                                                  | Hof Ümmingen                                                                                  | Bochum-Ost Wittener Straße 529 Karte | dreigeschossiges Klinkerwohnhaus, ehemaliger Gutshof                                                                              | letzte Hälfte des 19. Jahrhunderts (Wohnhaus) um 1900 (Stall)                                                                                         | 17.04.1989       | A 042           |
| evangelische Lutherkirche                                                                     | evangelische Lutherkirche                                                                     | Bochum-Ost Alte Bahnhofstraße 166 Karte | neugotische Natursteinkirche | 1905 | 17.04.1989       | A 043           |
| Wohnhaus                                                                                      | Wohnhaus                                                                                      | Bochum-Ost Wittekindstraße 3 Karte | zweigeschossiger, vierachsiger Backsteinbau unter Satteldach                                                                      | | 17.04.1989       | A 046           |
| Wohnhaus                                                                                      | Wohnhaus                                                                                      | Bochum-Ost Unterstraße 12 Karte | zweigeschossiges Fachwerkhaus | | 24.04.1989       | A 055           |
| Wohnhaus                                                                                      | Wohnhaus                                                                                      | Bochum-Ost Hohe Eiche 20 Karte | dreigeschossiger Putzbau unter Walmdach                                                                                           | 1899 | 27.04.1989       | A 056           |
| ehemalige Brennerei Eickelberg                                                                | ehemalige Brennerei Eickelberg                                                                | Bochum-Ost Oberstraße 43 Karte | | um 1920 | 04.08.1989       | A 061           |
| Sockel des Kriegerdenkmal Germania                                                            | Sockel des Kriegerdenkmal Germania                                                            | Bochum-Ost Hauptstraße Karte | Obelisk | 1868 | 10.08.1989       | A 074           |
| Wohnhaus                                                                                      | Wohnhaus                                                                                      | Bochum-Ost Alte Bahnhofstraße 66 Karte | dreigeschossiger, gründerzeitlicher Putzbau                                                                                       | | 10.08.1989       | A 079           |
| Wohnhaus                                                                                      | Wohnhaus                                                                                      | Bochum-Ost Boltestraße 34 Karte | Jugendstilhaus | | 23.08.1989       | A 083           |
| Wohnhaus                                                                                      | Wohnhaus                                                                                      | Bochum-Ost Hauptstraße 156 Karte | dreigeschossiger Putzbau unter Mansarddach                                                                                        | zwischen 1900 und 1910 | 19.10.1989       | A 092           |
| Wohnhaus                                                                                      | Wohnhaus                                                                                      | Bochum-Ost Hasselbrinkstraße 38 Karte | dreigeschossiger Putzbau unter Mansarddach                                                                                        | | 19.10.1989       | A 093           |
| Wohnhaus                                                                                      | Wohnhaus                                                                                      | Bochum-Ost Wittekindstraße 85 Karte | Klinkergebäude | | 19.10.1989       | A 101           |
| Bauernhof                                                                                     | Bauernhof                                                                                     | Bochum-Ost Havkenscheider Straße 280 Karte | zweigeschossiger Fachwerk-/Backsteinbau                                                                                           | | 30.10.1989       | A 113           |
| Wohnhaus                                                                                      | Wohnhaus                                                                                      | Bochum-Ost Rolandstraße 32 Karte | dreieinhalbgeschossiges, verputztes Wohnhaus unter Satteldach im Jugendstil                                                       | | 08.06.1990       | A 146           |
| Friemannshof                                                                                  | Friemannshof                                                                                  | Bochum-Ost Hauptstraße 168 Karte | Fachwerkhaus mit Längsdeele | | 20.06.1990       | A 149           |
| Wohnhaus                                                                                      | Wohnhaus                                                                                      | Bochum-Ost Ümminger Straße 2 b Karte | dreigeschossiger Putzbau unter Satteldach                                                                                         | 1860 | 08.08.1990       | A 152           |
| Fördergerüst der Zeche Robert Müser                                                           | Fördergerüst der Zeche Robert Müser                                                           | Bochum-Ost Von-Waldthausen-Straße Karte | vollwandiges deutsches Strebengerüst                                                                                              | 1928 | 31.08.1990       | A 154           |
| weitere Bilder                                                                                | Koksofenbatterie der Zeche Neu-Iserlohn I                                                     | Bochum-Ost Somborner Straße Karte | Ofentyp der Bauart Otto-Hilgenstock                                                                                               | 1895 | 28.12.1990       | A 182           |
| Wohnhaus                                                                                      | Wohnhaus                                                                                      | Bochum-Ost Auf den Holln 1–3 Karte | zweigeschossiger, späthistoristischer Putzbau unter Walmdach                                                                      | 1898 | 31.07.1991       | A 233           |
| Wohnhaus                                                                                      | Wohnhaus                                                                                      | Bochum-Ost Alte Bahnhofstraße 169 Karte | dreigeschossiger Backsteinbau unter Satteldach                                                                                    | | 08.08.1991       | A 240           |
| Siedlung Dreerhöhe/Somborner Straße                                                           | Siedlung Dreerhöhe/Somborner Straße                                                           | Bochum-Ost Am Gröppersweg 1–15, 17–23 (ungerade) Dreerhöhe 1–11 Everstalstraße 1, 3, 13–21 (ungerade) Hauptstraße 3–17 (ungerade) Kernberg 1–13 Somborner Straße 1–15, 2 a, 17–23 (ungerade) Karte | zweigeschossige Ziegelhäuser eineinhalbgeschossige Häuser zweieinhalbgeschossige Häuser                                           | 1886 1910 1933/1934 | 30.06.1992       | A 267           |
| ehemaliges Amtsgericht                                                                        | ehemaliges Amtsgericht                                                                        | Bochum-Ost Carl-von-Ossietzky-Platz 1 Karte | dreigeschossiges, neoromantisches, natursteinverkleidetes Gebäude                                                                 | 1909/1912 | 16.07.1992       | A 268           |
| Amtshaus Langendreer und ehemalige Amtsvorstehervilla                                         | Amtshaus Langendreer und ehemalige Amtsvorstehervilla                                         | Bochum-Ost Carl-von-Ossietzky-Platz 2 Alte Bahnhofstraße 68 Karte | zweigeschossiger, neogotischer Klinkerbau unter Satteldach zweigeschossiger, neogotischer Klinkerbau unter Sattel-/Walmdach       | | 16.07.1992       | A 269           |
| ehemaliges Reichsbankgebäude                                                                  | ehemaliges Reichsbankgebäude                                                                  | Bochum-Ost Alte Bahnhofstraße 77 Karte | zweigeschossiges, klassizistisches Gebäude unter Satteldach                                                                       | | 19.07.1993       | A 284           |
| Haus Laer                                                                                     | Haus Laer                                                                                     | Bochum-Ost Höfestraße 45 Karte | Märkischer Rittersitz mit Herrenhaus (Turmhaus), Vorburganlage und Remise.                                                        | Turmhaus 13. Jahrhundert, Fachwerk-Obergeschoss um 1920, Vorburganlage 18. Jahrhundert, Fachwerk-Obergeschoss kurz nach 1900, Remise 19. Jahrhundert. | 01.09.1993       | A 290           |
| Wohnhaus                                                                                      | Wohnhaus                                                                                      | Bochum-Ost Lünsender Straße 4 Karte | zweigeschossiger Putzbau unter Einfluss der Neorenaissance und des Heimatstils                                                    | um 1900 | 22.06.1994       | A 306           |
| Wohnhaus                                                                                      | Wohnhaus                                                                                      | Bochum-Ost Zur Werner Heide 15 Karte | | 1885 1904 (Erweiterung) | 28.07.1994       | A 309           |
| weitere Bilder                                                                                | Sud- und Malzhaus der ehemaligen Brauerei Müser                                               | Bochum-Ost Hauptstraße 212–214 Karte | viergeschossiger, klassizistischer Backsteinbau expressionistisches Eisenbetonhochhaus                                            | 1890er Jahre 1927/1928 | 11.08.1994       | A 311           |
| katholische Herz Jesu Kirche und Pfarrhaus                                                    | katholische Herz Jesu Kirche und Pfarrhaus                                                    | Bochum-Ost Boltestraße 33 Karte | fünfjochige Pfeilerbasilika zweigeschossiges, romanisierendes Wohnhaus unter Krüppelwalmdach                                      | 1909 1907 | 28.10.1994       | A 316           |
| Wohnhaus                                                                                      | Wohnhaus                                                                                      | Bochum-Ost Alte Bahnhofstraße 176 Karte | dreigeschossiger späthistoristischer Putzbau unter Einfluss des Jugendstils                                                       | um 1903 | 17.03.1995       | A 333           |
| Wohnhaus                                                                                      | Wohnhaus                                                                                      | Bochum-Ost Hohe Eiche 14 Karte | dreigeschossiger späthistoristischer Putzbau unter Einfluss des Jugendstils                                                       | 1903 | 22.03.1995       | A 334           |
| Grabanlage für Gefallene des Kapp-Putsches                                                    | Grabanlage für Gefallene des Kapp-Putsches                                                    | Bochum-Ost Dannenbaumstraße Karte | Quader aus Kunststein mit Relief und Seitenquadern aus grünlichem Sandstein                                                       | | 26.06.1995       | A 344           |
| Grabanlage für Gefallene des Kapp-Putsches/Spanischen Bürgerkrieges/NS-Widerständler von 1920 | Grabanlage für Gefallene des Kapp-Putsches/Spanischen Bürgerkrieges/NS-Widerständler von 1920 | Bochum-Ost Im Kerkdahl Karte | Flammenkugel auf Säule mit zwei Namensplatten                                                                                     | | 26.06.1995       | A 345           |
| Wohnhaus                                                                                      | Wohnhaus                                                                                      | Bochum-Ost Hauptstraße 215 Karte | dreigeschossiger, fünfachsiger Ziegel-/Putzbau unter Mansarddach                                                                  | etwa 1907 | 15.01.1997       | A 413           |
| Wohnhaus                                                                                      | Wohnhaus                                                                                      | Bochum-Ost Alte Bahnhofstraße 155 Karte | Putzbau unter Walmdach unter Einfluss des Jugendstils und des Heimatschutzes                                                      | 1908 | 29.07.1997       | A 432           |
| weitere Bilder                                                                                | Wohn- und Geschäftshaus                                                                       | Bochum-Ost Wittenbergstraße 1 Karte | dreigeschossig, späthistoristisches Gebäude unter Walmdach                                                                        | 1906 | 25.08.1997       | A 433           |
| weitere Bilder                                                                                | Wohnhaus                                                                                      | Bochum-Ost Wittenbergstraße 3 Karte | zweigeschossiger, späthistoristischer Putzbau unter Walmdach                                                                      | 1904 | 29.08.1997       | A 434           |
| Wohnhaus                                                                                      | Wohnhaus                                                                                      | Bochum-Ost Wittenbergstraße 5 Karte | zweigeschossiges, verputztes und stuckiertes Etagenwohnhaus im Stil der Weserrenaissance                                          | 1906 | 29.08.1997       | A 435           |
| ehemaliges Schwesternhaus                                                                     | ehemaliges Schwesternhaus                                                                     | Bochum-Ost In der Schuttenbeck 9 Karte | zweigeschossiges, vierachsiges, historistisches Gebäude mit Stuckapplikationen                                                    | 1907 | 26.11.1997       | A 436           |
| Wohnhaus                                                                                      | Wohnhaus                                                                                      | Bochum-Ost Wittenbergstraße 20 a Karte | zweigeschossiger, reformerischer Putzbau                                                                                          | 1906 | 10.09.1997       | A 437           |
| ehemaliges Gasthaus                                                                           | ehemaliges Gasthaus                                                                           | Bochum-Ost Alte Bahnhofstraße 13 Karte | zweigeschossiges, siebenachsiges Fachwerkhaus                                                                                     | um 1900 | 10.10.1997       | A 438           |
| Wohnhaus                                                                                      | Wohnhaus                                                                                      | Bochum-Ost Wittenbergstraße 7 Karte | zweigeschossiger Putzbau unter Mansarddach im Stil der Reformarchitektur                                                          | 1911 | 10.10.1997       | A 439           |
| Wohnhaus                                                                                      | Wohnhaus                                                                                      | Bochum-Ost Wittenbergstraße 8 Karte | dreigeschossiges, reformerisches Etagenwohnhaus                                                                                   | 1904 | 10.10.1997       | A 440           |
| Wohnhaus                                                                                      | Wohnhaus                                                                                      | Bochum-Ost Wittenbergstraße 20 Karte | zweigeschossiges, reformerisches Etagenwohnhaus                                                                                   | 1907 | 10.10.1997       | A 441           |
| ehemalige Schule (Figurentheater-Kolleg)                                                      | ehemalige Schule (Figurentheater-Kolleg)                                                      | Bochum-Ost Hohe Eiche 27 Karte | zweigeschossiges Backsteingebäude                                                                                                 | 1903 | 30.01.1998       | A 444           |
| Wohnhaus                                                                                      | Wohnhaus                                                                                      | Bochum-Ost Wartburgstraße 17/17 a Karte | dreigeschossiges, neugotisches Wohnhaus                                                                                           | 1906 | 28.01.1998       | A 445           |
| Wohn- und Geschäftshaus                                                                       | Wohn- und Geschäftshaus                                                                       | Bochum-Ost Leifacker 1 Karte | dreigeschossiger, fünfachsiger Putz-/Stuckbau im Stil des Neorokokos                                                              | gegen 1900 | 16.02.1998       | A 446           |
| Niederschultenhof                                                                             | Niederschultenhof                                                                             | Bochum-Ost Im Mühlenkamp 2 Karte | vielgliedrige Hofanlage | 1846 | 19.02.1998       | A 447           |
| Wohn- und Geschäftshaus                                                                       | Wohn- und Geschäftshaus                                                                       | Bochum-Ost Alte Bahnhofstraße 211 Karte | zweigeschossiges, späthistoristisches Warenhaus                                                                                   | Anfang 1900 | 24.02.1998       | A 448           |
| Wohnhaus                                                                                      | Wohnhaus                                                                                      | Bochum-Ost Lünsender Straße 3 Karte | zweigeschossige, späthistoristische Doppelhaushälfte unter Satteldach                                                             | 1908 | 24.02.1998       | A 449           |
| Wohnhaus                                                                                      | Wohnhaus                                                                                      | Bochum-Ost Lünsender Straße 5 Karte | zweigeschossige, späthistoristische Doppelhaushälfte unter Satteldach                                                             | 1908 | 24.02.1998       | A 450           |
| Wohnhaus                                                                                      | Wohnhaus                                                                                      | Bochum-Ost Ümminger Straße 27 Karte | zweigeschossiges, spätklassizistisches Etagenwohnhaus                                                                             | vor 1889 | 24.02.1998       | A 451           |
| Wohn- und Geschäftshaus                                                                       | Wohn- und Geschäftshaus                                                                       | Bochum-Ost Wartburgstraße 3 Karte | dreigeschossiger Putz-/Stuckbau unter Mansarddach im Jugendstil                                                                   | 1913 | 24.02.1998       | A 452           |
| weitere Bilder                                                                                | Bauernhof                                                                                     | Bochum-Ost Höfestraße 71 Karte | zweigeschossiger Fachwerkbau | 1798 | 24.04.1998       | A 455           |
| Suntums Hof                                                                                   | Suntums Hof                                                                                   | Bochum-Ost Ümminger See 11 Karte | zweigeschossige, dreiachsige, spätklassizistische Putz-/Stuckvilla                                                                | 1877 | 11.05.1998       | A 458           |
| Kindergarten                                                                                  | Kindergarten                                                                                  | Bochum-Ost Eislebener Straße 3 Karte | eingeschossiger Backsteinbau | um 1900 | 11.05.1998       | A 460           |
| Hofhaus des Hofes Ruhe                                                                        | Hofhaus des Hofes Ruhe                                                                        | Bochum-Ost Hörder Straße 148 Karte | zweigeschossiges Fachwerkhallenhaus                                                                                               | etwa 1825/1835 | 30.06.1998       | A 463           |
| Wohnhaus                                                                                      | Wohnhaus                                                                                      | Bochum-Ost In den Langenstuken 11 Karte | zweigeschossiger, fünfachsiger, spätklassizistischer Putz-/Stuckbau                                                               | 1880 | 14.08.1998       | A 465           |
| Bauernhof                                                                                     | Bauernhof                                                                                     | Bochum-Ost Limbeckstraße 83 Karte | zweigeschossige, neubarocke Backsteinvilla unter Walm-/Krüppelwalmdach Backsteinscheune                                           | 1913 | 02.10.1998       | A 472           |
| Wohnhaus                                                                                      | Wohnhaus                                                                                      | Bochum-Ost Hohe Eiche 30 Karte | zweigeschossiges, zweiachsiges, späthistoristisches Backsteinhaus                                                                 | 1903/1904 | 05.11.1998       | A 473           |
| Bauernhof                                                                                     | Bauernhof                                                                                     | Bochum-Ost Kreyenfeldstraße 7 Karte | Längsdielenhaus | 1727 | 22.03.1999       | A 481           |
| Hochbunker                                                                                    | Hochbunker                                                                                    | Bochum-Ost In den Langenstuken 8 Karte | Stahlbetonbau unter Walmdach | 1940/1941 | 29.03.1999       | A 482           |
| Gasthaus                                                                                      | Gasthaus                                                                                      | Bochum-Ost Am Born 10 Karte | zweigeschossiges, fünfachsiges, späthistoristisches Backsteinhaus                                                                 | 1895/1896 | 29.09.1999       | A 494           |
| Wohnhaus                                                                                      | Wohnhaus                                                                                      | Bochum-Ost In den Langenstuken 4 Karte | zweigeschossiges, verputztes und stuckiertes, späthistoristisches Gebäude                                                         | 1899 | 22.11.1999       | A 501           |
| ehemalige Verwaltung und Pferdestall der Müser-Brauerei                                       | ehemalige Verwaltung und Pferdestall der Müser-Brauerei                                       | Bochum-Ost Hauptstraße 205 Karte | zweigeschossiger, klassizistischer Bruchsteinbau unter Satteldach zweigeschossiger Backsteinbau unter Satteldach                  | 1880er Jahre | 12.12.2001       | A 532           |
| Ladenpavillon                                                                                 | Ladenpavillon                                                                                 | Bochum-Ost Am Neggenborn 65 Karte | eingeschossiges Gebäude | 1957 | 31.03.2005       | A 593           |
| Ehrenmal für die Gefallenen des 1. Weltkriegs in Altenbochum-Laer                             | Ehrenmal für die Gefallenen des 1. Weltkriegs in Altenbochum-Laer                             | Bochum-Ost Dannenbaumstraße Karte | Gusssteintafel | 1920er Jahre | 10.05.2005       | A 597           |
| Kriegerehrenmal in Bochum-Langendreer                                                         | Kriegerehrenmal in Bochum-Langendreer                                                         | Bochum-Ost Unterstraße Karte | Stele auf dreistufigem Sockel | 1929 | 13.02.2006       | A 618           |
| Trauerhalle                                                                                   | Trauerhalle                                                                                   | Bochum-Ost Im Kerkdahl 6 Karte | Halle unter Satteldach | | 28.02.2008       | A 637           |
| weitere Bilder                                                                                | Grabsteine unter anderem auf dem Alten Ümminger Friedhof                                      | Bochum-Ost Alte Ümminger Straße Karte | | | 10.02.2009       | A 645           |
| Adam Opel AG Werk Bochum I                                                                    | Adam Opel AG Werk Bochum I                                                                    | Bochum-Ost Opelring 1 Karte | Das Denkmal besteht aus dem Verwaltungsgebäude des Opel-Werkes I einschließlich dem Opel-Schriftzug sowie der Acetylen-Erzeugung. | ab 1960 | 24.02.2017       | A 704           |